# Maurice Creek
Maurice Creek (Oxon Hill, 16 agosto 1990) è un cestista statunitense.